# Bateau maltais

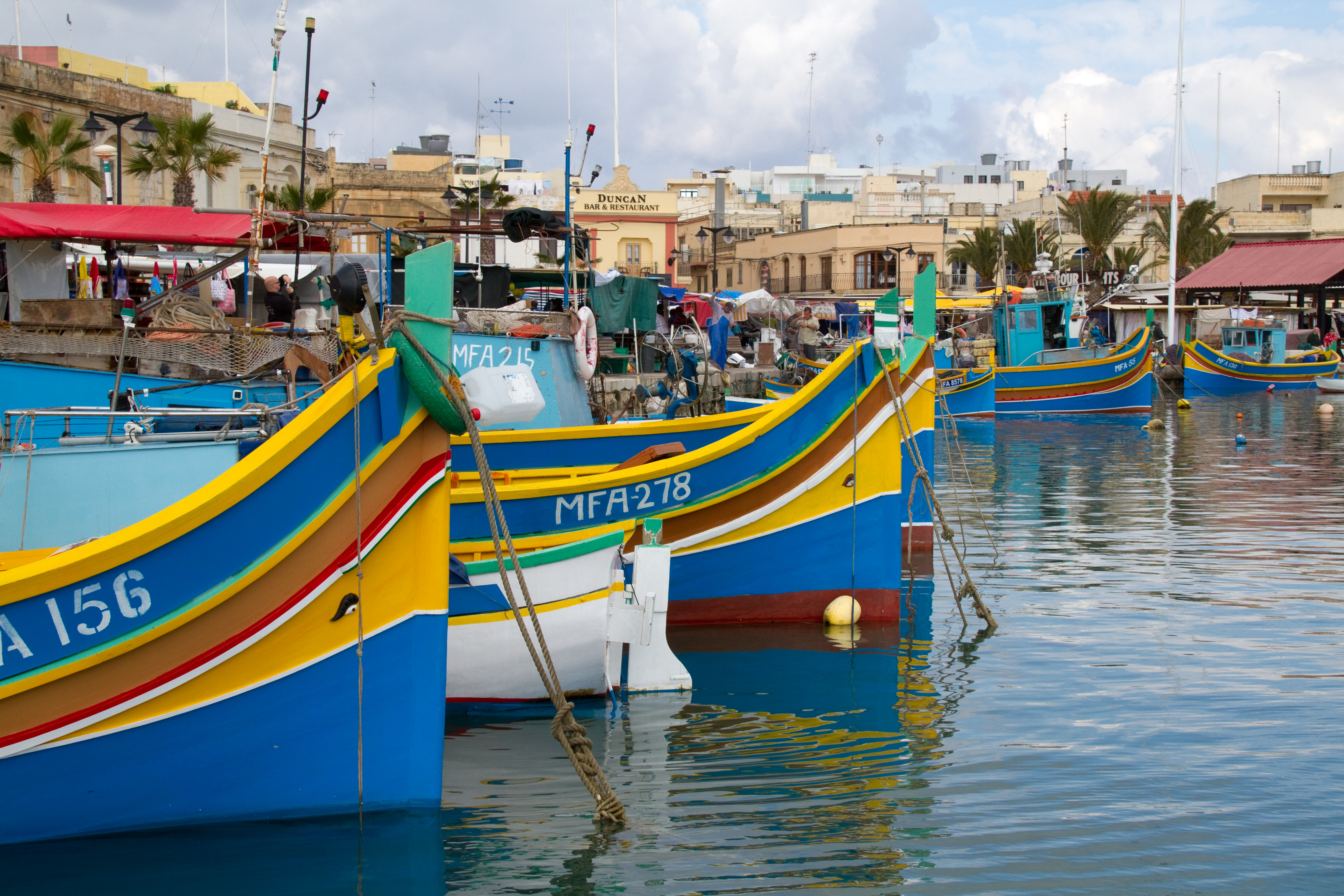
Bateaux maltais de pêche

Les bateaux maltais présentent des caractéristiques particulières qui les distinguent des autres bateaux naviguant en mer Méditerranée. Malte par sa position centrale entre Méditerranée occidentale et orientale et comme archipel est un pays de marins constructeurs et utilisateurs de bateaux dont beaucoup sont aujourd'hui considérés comme bateaux typiques et/ou traditionnels.

## Terminologie
Beaucoup de livres sur Malte, et principalement les guides touristiques, décrivent uniquement deux types de bateaux maltais, d'une part la dgħajsa qui serait une sorte de gondole folklorique, d'autre part le luzzu, le bateau tout coloré en vert, jaune, bleu, rouge et blanc et si typiquement maltais.
Au XIXe siècle c'était le terme dgħajsa qui était seul utilisé en maltais pour dire bateau, dgħajsa tat-tagħbija, bateau de charge, comme dgħajsa tas-sajd, bateau de pêche, ou encore dgħajsa bil-qlugħ, bateau à voiles, comme dgħajsa bil-mqadef, bateau à rames. À partir du XXe siècle et encore aujourd'hui, le terme dgħajsa s'applique à un type bien précis de bateau : la dgħajsa tal-pass, bateau assurant la traversée des baies et le transport de touristes, et la dgħajsa tal-midalji, bateau spécialement créé pour la regatta. Seuls quelques types de bateaux spécifiques avaient alors un nom particulier comme tartana (tartane) ou xprunara.
Depuis la motorisation marine, c'est le terme luzzu - bateau relativement récent qui date de cette période - qui a tendance à être utilisé (même si les Kajjiki sont plus nombreux que les luzzi) pour englober sous ce nom toutes sortes de bateaux très colorés pourtant différents par leurs formes de coque et leurs utilisations. Si cette simplification peut satisfaire les touristes cela ne peut contenter les spécialistes de l'histoire maritime et de la technique architecturale navale.

## Historiographie
Il faut attendre l'indépendance du pays pour que les Maltais prennent conscience de leurs biens culturels. C'est dans les années 1990 qu'émerge une curiosité et une volonté de décrire et de préserver le patrimoine naval maltais. En 1988 est créé un comité consultatif pour la création d'un musée maritime et recueillir et sauver le maximum d'artefacts. Ce comité était dirigé par Stephen Borg Cardona puis Anthony Bonanno avec Joseph Muscat comme secrétaire et principal consultant. C'est le 24 juillet 1992 qu'est ouvert au public le Malta Maritime Museum dans les locaux de la Naval Bakery britannique (boulangerie maritime) qui avait été construite de 1842 à 1845 sur les lieux mêmes de l'arsenal des galères de l'ordre de Saint-Jean de Jérusalem.
C'est en 1999 que parait la première étude maltaise sur son patrimoine naval. Cette étude, plutôt historique, est due à Joseph Muscat The Dgħajsa and Other Traditional Maltese Boats et est publiée dans la prestigieuse collection de la Fondazzjoni Patrinonju Malti (Fondation du patrimoine maltais). En 2000, une autre étude, beaucoup plus technique, est publiée par Carmel Pulè, Qxur, Biċċiet, u Opri tal-Baħar dans la collection « Sensiela Kullana Kulturali », l'encyclopédie maltaise, des Pubblikazzjonijiet Indipendenza. Depuis cette date Joseph Muscat a publié une douzaine de monographies sur les différents types de bateaux maltais, la vie sur les galères, les ports ou les arsenaux de Malte. En 2008, Joseph Muscat publie sa grande étude historique Sails Round Malta – Types of Sea Vessels 1600BC-1900AD chez Pubblikazzjonijiet Indipendenza.
Parallèlement un deuxième champ de recherche est ouvert par l’étude de la puissance maritime de l'ordre de Saint-Jean de Jérusalem et de leurs bateaux. C'est le captain Joseph M. Wismayer qui publie en 1997 The Fleet of the Order of St John, 1530-1798. En 2000, Joseph Muscat publie Il-Flotta Ta' San Ġwann dans l'encyclopédie maltaise Kullana et en 2002 avec  Andrew Cuschieri Naval Activities of the Knights of St John, 1530-1798 dans la collection « Maltese Social Studies » de  Midsea Books.
Enfin le commerce maritime maltais et ses vecteurs ont fait sujet de quelques études maltaises comme Corsairing to Commerce – Maltese Merchants in XVIII Century Spai de Carmel Vassallo et The Maltese Merchant Fleet of the 19th Century de Joseph Abela.

## Histoire et bateaux anciens
Sans remonter l'histoire comme Joseph Muscat aux bateaux égyptiens, crétois, phéniciens et carthaginois, grecs et romains ou arabes et siculo-arabes qui sont liés à ces différentes cultures plutôt qu'à la culture maltaise, la typologie des bateaux maltais ne commence qu'avec les bateaux de l'ordre de Saint-Jean de Jérusalem construits à Malte.
Chassé de Terre-Sainte puis de Rhodes en 1523, l'Ordre erre en Méditerranée avant de toucher terre à Malte, archipel donné par Charles Quint. Les bateaux de l'Ordre sont alors des galères (Galjott en maltais), des caraques, des galions ou des pataches.
Au XVIIe siècle le développement des caravanes hospitalières ou des courses aux barbaresques entraîne l'apparition de nouveau type de bateaux comme les felouques (feluga en maltais), les caïques (kajjik en maltais), les chebecs (xabek en maltais).
Le XVIIIe siècle voit la marine maltaise se mettre au niveau des marines européennes avec les brigantins ou les frégates. C'est à partir de cette période que les bateaux maltais vont commencé à se différencier.

## Bateaux traditionnels

### Bateaux traditionnels anciens
C'est au XVII et surtout au XVIIIe siècle que des bateaux de l'archipel vont prendre des caractéristiques typiquement maltaises en évoluant différemment des autres bateaux méditerranéens d'abord avec la tartana maltaise (tartane en français) qui est un type particulier de bateaux pour la course.
Mais c'est surtout avec la xprunara, qui sera le premier bateau  véritablement maltais, que les bateaux d'usage de l'archipel vont prendre ce caractère typique aujourd'hui si reconnaissable. Tous ces bateaux font partie de la grande famille des pointus avec la catalane ibérique, la gourse provençale, le gozzo italien ou sicilien et la felouque des côtes d'Afrique et d'ailleurs.
Ces pointus avaient l'avantage d'aussi bien nager à la rame que de naviguer à la voile, latine ou à livarde. La nage à la rame debout face à l'avant, est apparemment très prisée des marins maltais qui jusqu'à l'apparition de la motorisation marine pratiqueront beaucoup ce mode de propulsion pour la pêche côtière au détriment de la voile.

#### Tartana
À l'origine l'ordre de Saint-Jean de Jérusalem utilisait des tartanes comme bâtiment d'appui des galères ; elles transportaient armes et provisions pour celles-ci. Ces tartanes vont prendre au XVIIIe siècle de l'importance dans la lutte contre les Barbaresques.
La tartana (tartane maltaise), telle que représentée dans un dessin aquarellé et annoté, conservé au Malta Maritime Museum diffère de la traditionnelle tartane méditerranéenne ; c'est un brigantin à trois mâts gréés de voiles latines. Cette adaptation maltaise était certainement nécessité par la diminution de l'équipage de manœuvre et une remontée au vent meilleure qu'avec l'utilisation de gréement à voiles carrés,.

#### Xprunara
Les historiens de marines maltais voient dans la xprunara le premier bateau d'usage typiquement maltais. Une première trace écrite remonte à 1576, et beaucoup plus sûrement de 1614, 1618 et 1663, la première iconographie précise date de 1740 sur un ex-voto du sanctuaire de Tal-Herba à Birkirkara. Ce type de bateau se caractérise par l'utilisation conjointe du capian et d'une proéminence en avant de l'étrave, le xprun - qui donne son nom au bateau - souvenir du guibre du brigantin ou de la tartana. La xprunara sera construite ensuite en Sicile puis en Italie sous le nom de speronara avant de retrouver cette proéminence, sans le capian mais avec des falki (fargues) sous le nom de groin de porc qui donne son nom à un bateau languedocien le mourre de porc.
Tout ce qui caractérise la xprunara se retrouvera plus tard sur les autres bateaux maltais. Et d'abord une proue surmontée du symbole commun aux ports de la Méditerranée occidentale : le capian (zokk en maltais), ce prolongement typique plus ou moins développé de l'étrave, dans lequel certain voit un symbole phallique allégorique de la force masculine. Si l'étrave était déjà verticale, l'étambot lui ne l'est pas encore et le gouvernail axial ne peut s'articuler qu'en deux points, cette faiblesse sera corrigée au fil du temps par un étambot qui deviendra d'abord rectiligne avant d'être vertical. Mais aussi une coque à la proue (pruwa) et la poupe (poppa) en pointe avec un bastingage fortement relevé à ces mêmes proue et poupe, le fond est relativement plat avec une quille (prim) horizontale. Un bateau ouvert avec un pontage avant (tamburett tal-pruwa) jusqu'au mât (arblu) et un pontage arrière (tamburett tal-poppa) reliés de chaque bord par un passavant (kurtun) bordé à l'intérieur d'un hiloire (pastiera) et côté bordé de la déjà traditionnelle tappiera (bordé rarement peint à l'extérieur, au bois brut, comportant toujours une ornat - décoration - souvent sculptée). Cette tappiera est surmontée de la tout aussi traditionnelle falka (fargue amovible), pour dégager le tolet (skalm) permettant de mettre en place des rames (mqadef) pour nager à l'aviron.
Ce qui est propre à la xprunara c'est son système propulsif, un mât très apiqué avec une ou deux livardes permettant d'établir une ou deux voiles (tarkija) suivant la force et la direction du vent. Cette voilure évoluera vers une voilure à voile latine pour donner naissance à la firilla. La xprunara permettant en plus du transport de marchandises de faire celui de passagers, devant le pontage arrière s'établissait un abri bâché pour ces passagers (tinda tal passiġġieri). La xprunara naviguait en cabotage, en remontant la péninsule italique, sur toute la cote nord méditerranéenne jusqu'aux détroit de Gibraltar et certainement jusqu'au Portugal. La xprunara était considérée comme un des bateaux les plus rapides de son temps.
La xprunara tombera en désuétude et disparaîtra avec le XIXe siècle.

#### Firilla
C'est dans les ports des Trois Cités, à Birgu, Bormla et Isla qu'est mentionné en 1601 pour la première fois un bateau (dgħajsa) qui traverse Grand Harbour à la rame pour transporter des passagers, cette scène est reproduite par Willem Schelling en 1664 dans ces dessins de voyage. Ce bateau a toutes les caractéristiques de la xprunara mais dans une taille bien inférieure, il est l'origine ou à l'origine de la dgħajsa tal-pass (voir ci-dessous). C'est ce même type de bateau, nageant à la rame, qui sera utilisé pour la pêche et qui est l'origine de la firilla en naviguant aussi à la voile.
Hormis sa taille plus réduite, ce qui distingue principalement la firilla de la xprunara est la forme du pontage : la tonture du tamburett tal-pruwa (pontage avant) suit la tappiera du franc-bord qui se relève sur l'avant et un fort bouge général du pont. La firilla va aussi profiter de la transformation de la voilure à livarde de la xprunara vers la voilure latine.
Pour le reste, zokk (capian), tappiera (hiloire), falka (fargue) et oculus (œil), caractéristiques typiques des bateaux maltais sont bien présentes sur la firilla. À l'origine chaque famille de pêcheurs avait sa peinture de coque personnelle mélangeant quelques couleurs vives. Se superposait à ce décor personnel la mise en peinture du mustaċċ (moustache) à l'avant du bateau, là où se trouve l’œil, suivant un code couleur qui permettait d'identifier le port d'origine ; ce sont ces pratiques qui se trouvent à l'origine des couleurs si typiques des bateaux maltais.
La firilla aura beaucoup de mal à survivre à l'arrivée de la motorisation marine au début du XXe siècle et les quelques rares exemplaires qui existent encore sont maintenant tous motorisés ; il n'y a plus que la forme du pontage pour distinguer les anciennes firilli des nouveaux luzzijiet.

#### Dgħajsa ta' Għawdex
La dgħajsa ta' Għawdex, aussi connue sous le nom de Gozo Boat, est lui aussi un bateau descendant de la xprunara. Il en garde la taille pour permettre le transport des marchandises et des passagers entre Malte et Gozo.
Il faut donc un bateau puissant capable de naviguer par tous temps et facilement manœuvrable, c'est pourquoi il adopte une voilure latine à deux mâts. C'est de ce type de voilure qu'il tire son autre nom  dgħajsa tal-latini.

### Bateaux traditionnels contemporains
- Bimbu
- Dgħajsa
- Frejgatina
- Kajjik (Caïque)
- Luzzu

## Bateaux actuels
Ne sont pas repris ici les bateaux de commerce (le pavillon maltais est l'un des plus importants au monde), de croisière ou de plaisance, ainsi que les bâtiments militaires des forces armées maltaises, tous bateaux qui n'ont aucun caractère typiquement maltais.

### Bateaux d'usage
- Dingi (Dinghy)
- Gikk (Yole)
- Lanċa (canot automobile)
- Xieru/Barkazza

description à venir

### Bateaux de pêche
- MPV - Multi Purpose Vessel (Navire de pêche)
- Trabakklu (Chalutier)
- Tunnara (Thonier)

description à venir

### Bateaux de sport
- Dgħajsa tal-Midalji
- Dgħajsa tal-Pass
- Frejgatina
- Kajjik

description à venir
voir regatta

## Sources
Sources ayant servi à la rédaction de l'article :
- (en) Joseph Abela, The Maltese Merchant Fleet of the 19th Century, 2007, Malta Sacred Island, 298 pages (978-99932-05-16-6)
- (mt) Charles Briffa, Dizzjunarju tal-Kullana Kulturali, coll. « Sensiela Kullana Kulturali » (no 73), PIN – Pubblikazzjonijiet Indipendenza, Pieta (Malta), 2011, 186 pages (978-99932-91-28-2).
- (en) Emmanuel Magro Conti, The Malta Maritime Museum - Vittoriosa, coll. « Insight Heritage Guides » (no 11), Heritage Books and Midsea Books Ltd, Sta Venera (Malta), 2006, 48 pages, (99932-7-075-x).
- (en) Joseph Muscat, The Dgħajsa and Other Traditional Maltese Boats, Fondazzjoni Patrinonju Malti, Valletta (Malta), 1999, 186 pages (99909-10-00-5).
- (en) Joseph Muscat, Sails Round Malta – Types of Sea Vessels 1600BC-1900AD, PIN - Pubblikazzjonijiet Indipendenza, Pieta (Malta), 2008 (a), 516 pages (978-99932-41-91-10-7).
- (mt) Carmel Pulè, Qxur, Biċċiet, u Opri tal-Baħar, coll. « Sensiela Kullana Kulturali » (no 21), PIN - Pubblikazzjonijiet Indipendenza, Pieta (Malta), 2000, 206 pages (99909-41-98-x).
- (en) Carmel Vassallo, Corsairing to Commerce - Maltese Merchants in XVIII Century Spai, Malta University Publishers, 1997, 378 pages (99909-45-04-7).
- (en) Joseph M. Wismayer, The Fleet of the Order of St John 1530-1798, Midsea Books Ltd, 1997, 380 pages (978-99909-75-30-7).